# JaJaMaru: Ninpou Chou
JaJaMaru: Ninpou Chou (じゃじゃ丸忍法帳 JaJaMaru: Ninpō Chō?, lit. «Registro de Artes Ninja de JaJaMaru») es un videojuego de rol lanzado en Japón el 28 de marzo de 1989 por Jaleco para Family Computer. Forma parte de la serie Ninja JaJaMaru-kun de Jaleco y su lanzamiento en Norteamérica estaba previsto inicialmente bajo el nombre de Taro's Quest, aunque nunca se publicó. Ninja Taro, otro juego de la serie, se localizó para Estados Unidos.

## Localización
Este juego fue localizado oficialmente en inglés con el nombre Ninja JajaMaru: Ninja Skill Book y lanzado en 2023 para NES y como parte del recopilatorio de juegos Ninja JaJaMaru: The Lost RPGs.

## Curiosidades
- JaJaMaru: Ninpou Chou se adapta en el capítulo 41 del manga Warera Hobby's Famicom Seminar.